# Накуру Ол Старз
Футбольний клуб «Накуру Ол Старз» або просто «Накуру Ол Старз» (англ. Nakuru AllStars Football Club) — професіональний кенійський футбольний клуб з міста Накуру. Команда виступає в третьому дивізіоні кенійського чемпіонату, куди вона вилетіла 2018 року через фінансові труднощі. Клуб позиціонує себе як продовжувач футбольних традицій старого «Накуру Ол Старз», який у 1963 та 1969 роках вигравав Національну футбольну лігу Кенії.

## Історія
До 2005 року в другій лізі Кенії виступав «Сент-Джозеф Юз», який у 2008 році перейменувався в «АК Накуру». Окрім сезону 2008 року ця команда завжди фінішувала в нижній частині турнірної таблиці.
У 2010 році кенієць Роберт Мутомі реформував та відродив клуб та його бренд, підбираючи гравців серед кенійських команд у віковій категорії U-15. Мутомі — колишній гравецьнаціональної збірної, який зараз займає посади Генерального секретаря та Головного виконавчого директора Федерації футболу Кенії. Клуб отримав увагу з боку ЗМІ Данії, оскільки один з засновників відомого спортивного сайту Bold.dk П'єр Вендельбуе став головним спонсором клубу. Вендельбуе був частиною консорціуму, який придбав футбольний клуб «АК Накуру» та об'єднав його з «Накуру Ол Старз». Тижнем раніше планувалася купівля «Найробі Сіті Старз», проте керівництво клубу в останній момент відмовилося від угоди/
Серед членів тренерського штабу був і Семмі Нйонгеса — гравець, який у складі «Накуру Ол Старз» 1969 року виграв Національну футбольну лігу. Раніше цей фахівець працював тренером збірної Кенії й відомий e Накуру тим, що керував Молодіжним олімпійським центром, який виховав таких гравців, як Амброс Айої та Джон Муйрурі. Попередній головний тренер «Накуру Ол Старз» Патрик Муданья перейшов на посаду асистента головного тренера.
У 2011 році «Накуру Ол Старз» виступав у кенійській Нешинвайд лізі (попередник Дивізіону 1). Після приходу в команду нових власників, «Накуру Ол Старз» набрав 9 очок у 12 матчах і міцно закріпився у зоні вильоту, але до завершення сезону команда набрала 39 очок й посіла 10 ісце з 16 команд-учасниць чемпіонату, тренував ту команду колишній гравець збірної Кенії Саймон Мулама.
У 2012 році клуб фінішував на 4-у місці зони Б другого дивізіону, найкращий результат в короткій на той час історії клубу. На початку 2013 року клуб очолив Пітер Окіді
8 травня 2013 року «Накуру Ол Старз» підписав спонсорську угоду з Menengai Oil Refineries, і завдяки своєму новому бренду Top Fry змінив назву команди на «Накуру Топ Фрай Ол Старз». За умовами договору щороку команда отримувала по 2 мільйони кенійських шилінгів. Однак співпраця з клубом закінчилася по ходу сезону 2015 року, коли команда відкрила харчовий комбінат у Накуру, щоб стати клубом, який самодозабезпечується.
У 2013 році футбольний клуб фактично посів третє місце у групі Б дивізіону 1 по завершенні сезону, проте результати нічийного поєдинку проти «Комплі» згодом були анульовані через використання незареєстрованого гравця, а «Накуру Ол Старз» отримали технічну перемогу, завдяки чому випередили на одне очко «Вест Кенія Шугер» й кваліфікувалися для участі в плей-оф. Вихід до ПЛК вдалося оформити завдяки перемозі (1:0) над «Осеріаном», переможцем групи Б Дивізіону 2, єдиним голом відзначився Вілсон Андіаті. Завдяки підвищенню в класі «Ол Старз» перейшов з Легкоатлетичного стадіону Накуру на «Афрагу».
У сезоні 2014 року Олівер Паг, який раніше тренував «Найробі Сіті Старз», замінив на посаді Пітера Окіді, котрого запросив до свого тренерського штабу. Німецький фахівець підписав з клубом 2-річний контракт.
У 2016 році, вилетівши з прем'єр-ліги Кенії в попередньому сезоні, клуб підписав п'ятирічну спонсорську угоду з великою кенійською фірмою SportPesa. «Ол Старз» набрав 21 пункт у 35-и матчах за підсумками сезону 2018 року вилетів до третього дивізіону.